# Обище
Оби́ще —  село в Україні, в Коростенському районі Житомирської області. Входить до складу Олевської міської громади. Населення становить 309 осіб.

## Населення
Згідно з переписом УРСР 1989 року чисельність наявного населення села становила 350 осіб, з яких 163 чоловіки та 187 жінок.
За переписом населення України 2001 року в селі мешкало 309 осіб. 100 % населення вказало своєю рідною мовою українську мову.